# کوماکی ۳۲۱۹
سیارک ۳۲۱۹ (به انگلیسی: 3219 Komaki، نامگذاری:1934CX) سه هزار و دویست و نوزدهمین سیارک کشف شده‌است که در ۴ فوریه ۱۹۳۴ و در هایدلبرگ کشف شد.
قدر مطلق سیارک برابر ۱۱٫۶۰ است.